# Tipula (Lunatipula) biuncus
Tipula (Lunatipula) biuncus is een tweevleugelige uit de familie langpootmuggen (Tipulidae). De soort komt voor in het Nearctisch gebied.